# Itavia

I collegamenti nel 1980, anno di fine attività.

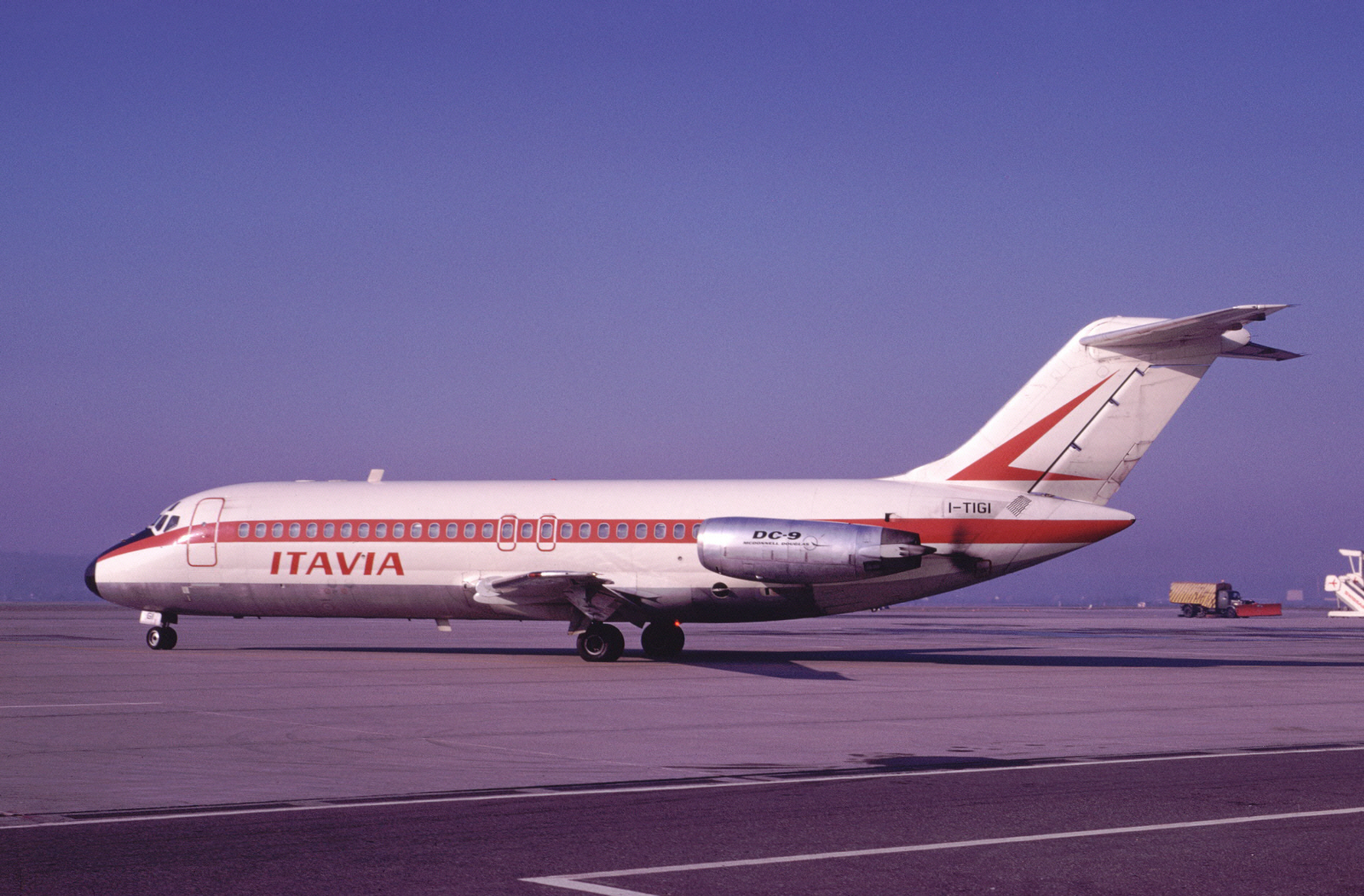
Lo sfortunato Douglas DC-9 I-TIGI.

Particolare dell'orario nord-sud; all'estrema destra il famigerato volo IH 870 protagonista dell'atroce inabissamento.

Itavia (Aerolinee Itavia S.p.a.) è stata una compagnia aerea italiana fondata nel 1958 e operativa fino al 1981, quando fu posta dapprima in amministrazione straordinaria con un decreto ministeriale del 31 luglio 1981 e, successivamente, in liquidazione dal 1983. Da quel momento ha cessato di possedere sede, mezzi o personale. Per ragioni di contenzioso, però, la società ha continuato formalmente a esistere, venendo successivamente posta nuovamente in amministrazione straordinaria nel 2019, in attesa della definizione delle diverse cause in corso. Il marchio (la scritta Itavia in caratteri stampatello maiuscoli, sovrastata dalla scritta "Aerolinee" e dalla forma stilizzata di un'ala) non è più stato utilizzato nel settore del trasporto aereo passeggeri.
Divenne nota soprattutto in seguito all'incidente avvenuto il 27 giugno 1980, quando un aereo cadde in mare nei pressi di Ustica e di cui, a decenni di distanza, vari aspetti non sono ancora chiariti in maniera compiuta, a partire dalla dinamica stessa. La società, già pesantemente indebitata prima dell'incidente, cessò di fatto le operazioni il 10 dicembre 1980 e due giorni dopo le fu revocata la licenza di operatore aereo; al 2020 risultava ancora esistente, gestita da tre commissari straordinari e con sede legale a Roma. L'azienda fu posta in amministrazione controllata, con i conti in rosso, previa revoca della licenza di operatore aereo e, conseguentemente, un migliaio di dipendenti restarono senza lavoro. Probabilmente anche la conclusione peritale in merito ai motivi del disastro influì sulla decisione di chiudere la società. All'Itavia saranno infine corrisposti 108 milioni di €uro, a risarcimento delle deficienze dello Stato Italiano nel garantire la sicurezza dell'aerovia su cui volava il DC-9 precipitato.

## Storia

### Nascita e anni '60
La compagnia fu fondata nell'ottobre 1958 con il nome di Società di Navigazione Aerea Itavia p.A., con base operativa presso l'aeroporto di Roma-Urbe e azionisti Luigi Petrignani, Maria Donati e Carlo Mancini. L'attività di linea iniziò il 15 luglio 1959 con un aereo bimotore de Havilland DH.104 Dove, poi sostituito da sei piccoli quadrimotori de Havilland DH.114 Heron nel corso dell'anno successivo.
Il 14 ottobre 1960, un Heron del volo Itavia Roma - Genova si schiantò contro il Monte Capanne dell'isola d'Elba. Questo episodio provocò l'interruzione dei collegamenti regolari. L'attività di linea fu ripristinata solamente nel 1962, all'inizio di maggio, con il nuovo nome Aerolinee Itavia e una piccola flotta di Douglas DC 3. La base operativa della compagnia era stata trasferita presso l'aeroporto di Roma-Ciampino.
Nel frattempo, nel 1961, era entrato nella compagine azionaria anche Giovanni Battista Caracciolo. Verso la fine del 1965 la proprietà fu allargata alla famiglia Tudini e poi ad Aldo Davanzali, il quale riuscì progressivamente a prendere il controllo completo dell'azienda. i voli avevano nel frattempo subito un arresto, tra il gennaio e l'agosto 1965.
Alla ripresa delle attività regolari i DC 3 furono rapidamente sostituiti dai più moderni turboelica britannici Handley Page HPR.7 Dart Herald. Il passaggio ai velivoli a getto avvenne nell'estate del 1969, quando l'Itavia ricevette alcuni Fokker F 28 nuovi che vennero immediatamente inseriti sulle rotte per Bologna, Torino e Ginevra.

### Anni '70
Nel 1971 furono acquistati i primi Douglas DC 9 e, grazie al progressivo ritiro degli Herald, verso la metà degli anni '70 l'Itavia poté contare su una flotta interamente composta di aerei a reazione. Nel 1972 la sede legale fu spostata a Catanzaro, onde poter beneficiare degli sgravi fiscali e delle agevolazioni previste dall'istituto Cassa per il Mezzogiorno a favore delle aziende operanti nel Meridione. La sede amministrativa e la direzione generale vennero invece dislocate a Roma.
Nonostante la scomoda posizione di concorrente interno della compagnia di bandiera Alitalia, Itavia ottenne una buona quota del mercato del traffico nazionale. Questa attività fu incrementata durante l'alta stagione da alcune rotte europee e da una consistente attività di voli a noleggio. In questi anni i dipendenti a libro paga dell'azienda crebbero fino al migliaio di unità.

### Anni '80
L'attività della compagnia proseguì regolarmente senza note di rilievo sino a venerdì 27 giugno 1980, quando il DC 9, immatricolato I-TIGI, operante il volo IH 870 Bologna-Palermo, precipitò al largo di Ustica.
Dopo la sciagura, la società venne travolta e accusata di scarsa manutenzione e di mancato rispetto delle regole di sicurezza a causa dell'ipotesi di cedimento strutturale dell'aeromobile come motivazione della strage, poi esclusa dalle successive indagini e sentenze.
Già prima dell'incidente Itavia era tuttavia pesantemente indebitata e con alcuni velivoli sottoposti a ipoteca: il disastro semplicemente accelerò la fine delle attività. I voli di linea regolari vennero subito sospesi e nel gennaio 1981, il Ministro dei Trasporti Rino Formica revocò la licenza di volo.
Il 14 aprile 1981 l'azienda venne dichiarata insolvente e il successivo 31 luglio il Ministero dell'Industria, di concerto con il Ministero del Tesoro, pose la società in amministrazione straordinaria: flotta e personale di volo furono velocemente assorbiti da Aermediterranea (società partecipata al 55% da Alitalia e al 45% da ATI).

## Controversie legali
Il 31 marzo 1981 la società citò per comportamento omissivo il Ministero della Difesa, il Ministero dei Trasporti e il Ministero dell'Interno, asserendo che la caduta dell'aereo fosse stata la causa scatenante della crisi economica e finanziaria che portò al fallimento. Secondo Itavia, infatti, il Ministero della Difesa e quello dei Trasporti non avrebbero controllato, vigilato e assicurato la sicurezza delle aerovie italiane, mentre quello dell'Interno non avrebbe svolto attività di prevenzione del terrorismo, propalando l'ipotesi della bomba a bordo.
Con sentenza 37714/2003 il Tribunale di Roma ha condannato in primo grado i Ministeri convenuti al risarcimento di 108,07 milioni di euro più interessi legali (dal 31.12.2000) e spese legali per un totale di 943.740 euro. La Prima Sezione Civile della Corte d'Appello di Roma il 13 marzo 2007 assolse i Ministeri con sentenza 1852/2007. L'11 febbraio 2009 la Terza Sezione Civile della Corte di Cassazione con sentenza n. 10285 dispose la ripetizione del processo di appello.
Nel gennaio 2013 la Cassazione, in sede civile e nella prima sentenza definitiva di condanna al risarcimento, confermò che la strage di Ustica avvenne a causa di un missile e non di una esplosione interna e, quindi, condannò lo Stato Italiano a risarcire i familiari delle vittime per non aver garantito, con sufficienti controlli dei radar civili e militari, la sicurezza dei cieli. Fu la prima verità processuale dopo il nulla di fatto dei procedimenti penali.
Essendo comunque stata assodata in sede civile l'estraneità di Itavia alla vicenda (decade in via definitiva l'ipotesi di cedimento strutturale), nella Sentenza Ordinanza del giudice Priore al Capo 6, Capitolo VI ma, soprattutto, a pagina 374 della Relazione di Minoranza dei componenti della Commissione Stragi Vincenzo Ruggero Manca, Alfredo Mantica, Enzo Fragalà e Marco Taradash fu fornito un giudizio non molto positivo sulla gestione economico-finanziaria di Itavia: si precisava però che non erano mai scaturite inchieste giudiziarie su quanto contenuto nei due testi sopra riportati; pertanto le considerazioni ivi espresse non erano mai state valutate tali da configurare alcun ipotesi di reato e/o responsabilità civile a carico di Itavia e dei suoi amministratori.
Il 22 ottobre 2013 la Corte di Cassazione, accolto il ricorso degli eredi Davanzali, dichiarò «oramai consacrata» anche «nella giurisprudenza» della Cassazione la tesi «del missile sparato da aereo ignoto». Occorreva dunque disporre un nuovo processo civile per valutare la responsabilità dei ministeri della Difesa e dei Trasporti nel fallimento dell'Itavia in quanto «definitivamente accertato» il depistaggio nelle indagini. La versione dell'abbattimento del DC 9 su Ustica a mezzo di un missile fu ribadita nell'aprile 2015 da Tribunale e Procura di Palermo.

## Flotta

Un Fokker F28-1000 fotografato nel 1980.

Un Handley Page HPR-7 "Herald" Serie 200 ancora in servizio nel 1972.

I tipi di aerei utilizzati dal 1959 al 1980:

## Concessioni
Ai sensi dell'articolo 776 del codice della navigazione, venne concesso negli anni alla società Aerolinee Itavia S.p.A. l'esercizio di diversi servizi di trasporto aereo di linea con i seguenti provvedimenti:
- decreto del Presidente della Repubblica 8 maggio 1968;
- decreto del Presidente della Repubblica 22 ottobre 1970;
- decreto del Presidente della Repubblica 10 agosto 1972;
- decreto del Presidente della Repubblica 20 marzo 1975.

Infine, con decreto del Presidente della Repubblica del 24 maggio 1979, venivano concesse all'Itavia S.p.A. 53 rotte di servizio. La sospensione e la revoca della concessione per motivi di pubblico interesse sono previste dall'articolo 785 del codice della navigazione.
Inoltre, il precedente articolo 784 prevede casi di decadenza con riferimento anche all'atto di concessione. Nel caso dell'Itavia, il provvedimento ministeriale fu originato da una formale dichiarazione della società che non era in grado di esercitare le linee già autorizzate ed attivate.

## Incidenti
Sono quattro gli incidenti con vittime che videro coinvolti velivoli della compagnia Itavia:
| Descrizione                 | Data            | Vittime | Località                     | Note   |
| --------------------------- | --------------- | ------- | ---------------------------- | ------ |
| Volo Itavia 115 Roma-Genova | 14 ottobre 1960 | 11      | Monte Capanne (Isola d'Elba) | [ 24 ] |
| Volo Itavia 703             | 30 marzo 1963   | 8       | Balsorano                    | [ 25 ] |
| Volo Itavia 897             | 1º gennaio 1974 | 38      | Caselle Torinese             | [ 26 ] |
| Volo Itavia 870             | 27 giugno 1980  | 81      | Mar Tirreno - Ustica         | [ 27 ] |